# Lijst van darters
Deze lijst van darters bevat alle bekende professionele darters en dartsters die de dartsport heeft voortgebracht. Vermeld is of ze spelen of hebben gespeeld in de PDC of BDO (WDF). Ook is opgenomen een overzicht van (master)callers (bij de PDC: "Master of Ceremonies") van deze beide bonden.
- Op de overlegpagina kan men darters vinden die voorheen op de lijst stonden, maar over wie er tot op heden nog geen artikel blijkt te zijn. Zodra dat wel het geval is, kunnen ze alsnog teruggeplaatst worden in de lijst op de pagina zelf.
- De onderstaande lijst was al lang niet meer bijgewerkt en ook niet volledig. In het groen zijn de onlangs toegevoegde spelers aangemerkt.

## Mannen
| Deze kleur | Nieuw in deze lijst van de top 64 van de PDC |

| Naam                  | Nationaliteit    | Geboren | Overleden | Bijnaam                                  | Bond     |
| --------------------- | ---------------- | ------- | --------- | ---------------------------------------- | -------- |
| Martin Adams          | Engeland         | 1956    |           | Wolfie                                   | BDO      |
| Toni Alcinas          | Spanje           | 1979    |           | The Samurai                              | PDC      |
| Steve Alker           | Wales            | 1964    |           | Snakeman                                 | BDO      |
| Beau Anderson         | Australië        | 1982    |           | The Assasin                              | PDC      |
| Bob Anderson          | Engeland         | 1947    |           | The Limestone Cowboy                     | PDC      |
| Gary Anderson         | Schotland        | 1970    |           | The Flying Scotsman                      | PDC      |
| Kyle Anderson         | Australië        | 1987    | 2021      | The Original                             | PDC      |
| Jyhan Artut           | Duitsland        | 1976    |           | The Eagle                                | PDC      |
| Dave Askew            | Engeland         | 1963    |           | Diamond Dave                             | PDC      |
| Nathan Aspinall       | Engeland         | 1991    |           | The Asp                                  | PDC      |
| Martin Atkins         | Engeland         | 1965    |           | The Assassin                             | BDO      |
| Danny Baggish         | Verenigde Staten | 1983    |           | The Gambler                              | PDC      |
| Mark Barilli          | Schotland        | 1973    |           | Invisible Man                            | PDC      |
| Raymond van Barneveld | Nederland        | 1967    |           | Barney & The Man                         | PDC      |
| Keane Barry           | Ierland          | 2002    |           | Dynamite                                 | PDC      |
| Barrie Bates          | Wales            | 1969    |           | Champagne                                | PDC      |
| Ronnie Baxter         | Engeland         | 1961    |           | The Rocket                               | PDC      |
| Steve Beaton          | Engeland         | 1964    |           | Magnum & The Bronzed Adonis              | PDC      |
| William Borland       | Schotland        | 1996    |           | Big Willie                               | PDC      |
| Andy Boulton          | Schotland        | 1973    |           | X-Factor                                 | PDC      |
| André Brantjes        | Nederland        | 1958    |           | The Quiet Man                            | BDO      |
| Steve Brennan         | Noord-Ierland    | 1951    |           | Road Runner                              | BDO      |
| Eric Bristow          | Engeland         | 1957    | 2018      | The Crafty Cockney                       | PDC      |
| Bradley Brooks        | Engeland         | 2000    |           | BamBam                                   | PDC      |
| Keegan Brown          | Engeland         | 1992    |           | The Needle                               | PDC      |
| Steve Brown           | Engeland         | 1981    |           | The Bomber                               | PDC      |
| Stephen Bunting       | Engeland         | 1985    |           | The Bullet                               | PDC      |
| Eric Burden           | Wales            | 1963    |           |                                          | BDO      |
| Shayne Burgess        | Engeland         | 1964    |           | The Bulldog                              | PDC      |
| Richie Burnett        | Wales            | 1967    |           | The Prince of Wales                      | PDC      |
| Larry Butler          | Verenigde Staten | 1957    |           | The Bald Eagle                           | BDO      |
| Corey Cadby           | Australië        | 1995    |           | The King                                 | PDC      |
| Matt Campbell         | Canada           | 1989    |           | Ginga Ninja                              | PDC      |
| Magnus Caris          | Zweden           | 1968    |           | Poker Face                               | PDC      |
| Roger Carter          | Verenigde Staten | 1961    |           | Taz                                      | PDC      |
| Jamie Caven           | Engeland         | 1976    |           | Jabba                                    | PDC      |
| Dave Chisnall         | Engeland         | 1980    |           | Chizzy                                   | PDC      |
| Matt Clark            | Engeland         | 1968    |           | Superman                                 | PDC      |
| Erik Clarys           | België           | 1968    |           | The Sheriff                              | PDC      |
| Jonny Clayton         | Wales            | 1974    |           | The Ferret                               | PDC      |
| Gabriel Clemens       | Duitsland        | 1983    |           | German Giant                             | PDC      |
| Steve Coote           | Engeland         | 1970    |           | Magic                                    | BDO      |
| Mitchell Crooks       | Noord-Ierland    | 1966    |           |                                          | BDO      |
| Rob Cross             | Engeland         | 1990    |           | Voltage                                  | PDC      |
| Joe Cullen            | Engeland         | 1989    |           | The Rockstar                             | PDC      |
| Rohit David           | Noorwegen        | 1985    |           | The Incredible                           | BDO      |
| Tony David            | Australië        | 1967    |           | The Deadly Boomerang                     | BDO      |
| Ritchie Davies        | Wales            | 1971    |           | Lamb Chop                                | BDO      |
| Mike De Decker        | België           | 1995    |           | The Real Deal                            | PDC      |
| Jan Dekker            | Nederland        | 1990    |           | DoubleDekker                             | PDC      |
| Keith Deller          | Engeland         | 1959    |           | Milky Bar Kid & The Fella                | PDC      |
| Geert De Vos          | België           | 1981    |           | Foxy                                     | BDO, PDC |
| Dick van Dijk         | Nederland        | 1970    |           | The Player & The Undertaker              | PDC      |
| Chris Dobey           | Engeland         | 1990    |           | Hollywood                                | PDC      |
| Brendan Dolan         | Noord-Ierland    | 1973    |           | The History Maker                        | PDC      |
| Mark Dudbridge        | Engeland         | 1973    |           | Flash                                    | PDC      |
| Dirk van Duijvenbode  | Nederland        | 1992    |           | The Titan & Aubergenius                  | PDC      |
| Steve Duke sr.        | Australië        | 1949    |           | The Duke                                 | BDO      |
| Glen Durrant          | Engeland         | 1970    |           | Duzza                                    | PDC      |
| Tony Eccles           | Engeland         | 1970    |           | The Viper                                | BDO      |
| Matthew Edgar         | Engeland         | 1986    |           | Prime Time                               | PDC      |
| Remco van Eijden      | Nederland        | 1977    |           |                                          | PDC      |
| Albertino Essers      | Nederland        | 1969    |           | The Sensation                            | BDO      |
| Alan Evans            | Wales            | 1949    | 1999      | The Rhondda Legend                       | BDO      |
| Ricky Evans           | Engeland         | 1990    |           | Rapid                                    | PDC      |
| Ted Evetts            | Engeland         | 1997    |           | Super Ted                                | PDC      |
| Peter Evison          | Engeland         | 1964    |           | The Fen Tiger                            | PDC      |
| Ray Farrell           | Noord-Ierland    | 1957    |           |                                          | PDC      |
| Darryl Fitton         | Engeland         | 1962    |           | The Dazzler                              | BDO      |
| Andy Fordham          | Engeland         | 1962    | 2021      | The Viking                               | BDO      |
| Jeroen Geerdink       | Nederland        | 1978    |           | Bamse                                    | BDO      |
| Bobby George          | Engeland         | 1945    |           | Mister Glitter                           | BDO      |
| Richie George         | Engeland         | 1989    |           | Richie Rich                              | BDO      |
| Michael van Gerwen    | Nederland        | 1989    |           | Mighty Mike & MVG                        | PDC      |
| Andrew Gilding        | Engeland         | 1970    |           | Goldfinger                               | PDC      |
| Alan Glazier          | Engeland         | 1939    | 2020      | The Ton Machine                          | BDO      |
| Jeffrey de Graaf      | Nederland        | 1990    |           |                                          | PDC      |
| Adrian Gray           | Engeland         | 1981    |           | 3 Styler & The Conquerer                 | PDC      |
| Shaun Greatbatch      | Engeland         | 1969    | 2022      | Nine Dart                                | BDO      |
| Toon Greebe           | Nederland        | 1988    | 2023      |                                          | BDO      |
| Robbie Green          | Engeland         | 1974    |           | Kong                                     | PDC      |
| Daryl Gurney          | Noord-Ierland    | 1986    |           | SuperChin                                | PDC      |
| Andy Hamilton         | Engeland         | 1967    |           | The Hammer                               | PDC      |
| Ted Hankey            | Engeland         | 1968    |           | The Count                                | BDO      |
| Paul Hanvidge         | Schotland        | 1961    |           | Polly Boy                                | BDO      |
| Wesley Harms          | Nederland        | 1984    |           | Sparky                                   | BDO      |
| Rod Harrington        | Engeland         | 1957    |           | The Prince of Style                      | PDC      |
| Jamie Harvey          | Schotland        | 1955    |           | Bravedart                                | BDO      |
| Wynand Havenga        | Zuid-Afrika      | 1965    | 2025      | Springbok                                | BDO      |
| John Henderson        | Schotland        | 1973    |           | Highlander                               | PDC      |
| Jerry Hendriks        | Nederland        | 1988    |           | Electric                                 | PDC      |
| Jimmy Hendriks        | Nederland        | 1994    |           | The Captain                              | PDC      |
| Damon Heta            | Australië        | 1987    |           | The Heat                                 | PDC      |
| Jann Hoffmann         | Denemarken       | 1957    | 2023      |                                          | PDC      |
| Rick Hofstra          | Nederland        | 1977    |           |                                          | BDO      |
| Max Hopp              | Duitsland        | 1996    |           | Maximiser                                | PDC      |
| Michel van der Horst  | Nederland        | 1975    |           | The Invisible Man                        | PDC      |
| Jamie Hughes          | Engeland         | 1986    |           | Yozza                                    | PDC      |
| Luke Humphries        | Engeland         | 1995    |           | Cool Hand Luke                           | PDC      |
| Graham Hunt           | Australië        | 1953    |           | Hunty                                    | BDO      |
| Adam Hunt             | Engeland         | 1993    |           | The Hunter                               | PDC      |
| Kim Huybrechts        | België           | 1985    |           | The Hurricane                            | PDC      |
| Ronny Huybrechts      | België           | 1965    |           | The Rebel                                | PDC      |
| Marshall James        | Wales            | 1970    |           | Big MJ                                   | BDO      |
| Andy Jenkins          | Engeland         | 1971    |           | Rocky                                    | PDC      |
| Terry Jenkins         | Engeland         | 1963    |           | The Bull                                 | PDC      |
| Peter Johnstone       | Schotland        | 1961    |           |                                          | BDO      |
| David Jones           | Wales            | 1949    | 1995      | Roxy                                     | BDO      |
| Wayne Jones           | Engeland         | 1965    |           | Woody                                    | PDC      |
| Ryan Joyce            | Engeland         | 1985    |           | Relentness                               | PDC      |
| Marko Kantele         | Finland          | 1968    |           |                                          | PDC      |
| Lars Erik Karlsson    | Zweden           | 1964    |           |                                          | BDO      |
| Mervyn King           | Engeland         | 1966    |           | The King                                 | PDC      |
| Scott Kirchner        | Verenigde Staten | 1969    |           | Kung Fu Panda                            | PDC      |
| Christian Kist        | Nederland        | 1986    |           | The Lipstick                             | PDC      |
| Jelle Klaasen         | Nederland        | 1984    |           | Snelle Jelle & The Matador & The Cobra   | PDC      |
| Martijn Kleermaker    | Nederland        | 1991    |           | The Dutch Giant                          | PDC      |
| Boris Koltsov         | Rusland          | 1988    |           | The Viking                               | PDC      |
| Jarkko Komula         | Finland          | 1976    |           | Smiley                                   | PDC      |
| Boris Krčmar          | Kroatië          | 1979    |           | The Biggest                              | PDC      |
| Maik Kuivenhoven      | Nederland        | 1988    |           |                                          | PDC      |
| Darius Labanauskas    | Litouwen         | 1976    |           | Lucky D                                  | PDC      |
| Daniel Larsson        | Zweden           | 1981    |           |                                          | PDC      |
| Leo Laurens           | België           | 1952    |           | The Lion of Antwerp                      | BDO      |
| Per Laursen           | Denemarken       | 1966    |           | Peachie                                  | PDC      |
| Cliff Lazarenko       | Engeland         | 1952    |           | Big Cliff                                | PDC      |
| Bill Lennard          | Engeland         | 1934    | 1996      | Mister Consistency                       | BDO      |
| Steve Lennon          | Ierland          | 1993    |           | Scuba Steve                              | PDC      |
| Zoran Lerchbacher     | Oostenrijk       | 1972    |           | The Hypercane                            | PDC      |
| Adrian Lewis          | Engeland         | 1985    |           | Jackpot                                  | PDC      |
| Jamie Lewis           | Wales            | 1991    |           | Rasta & Fireball                         | PDC      |
| Paul Lim              | Singapore        | 1954    |           | The Singapore Slinger                    | PDC      |
| Luke Littler          | Engeland         | 2007    |           | The Nuke                                 | PDC      |
| Colin Lloyd           | Engeland         | 1973    |           | Jaws                                     | PDC      |
| Stefan Lord           | Zweden           | 1954    |           |                                          | BDO      |
| John Lowe             | Engeland         | 1945    |           | Old Stoneface                            | PDC      |
| Jason Lowe            | Engeland         | 1972    |           |                                          | PDC      |
| Peter Machin          | Australië        | 1973    |           | Machie                                   | BDO      |
| Willem Mandigers      | Nederland        | 1989    |           |                                          | BDO      |
| Peter Manley          | Engeland         | 1962    |           | One Dart                                 | PDC      |
| Mickey Mansell        | Noord-Ierland    | 1973    |           | Clonoe Cyclone                           | PDC      |
| Wayne Mardle          | Engeland         | 1973    |           | Hawaï 501                                | PDC      |
| Luc Marreel           | België           | 1949    | 2015      |                                          | BDO      |
| Chris Mason           | Engeland         | 1969    |           | Mace the Ace                             | PDC      |
| Edwin Max             | Nederland        | 1969    |           | Mad Max                                  | PDC      |
| Martin McCloskey      | Ierland          | 1964    |           | The Fox                                  | BDO      |
| Mark McGeeney         | Engeland         | 1972    |           | Gladiator                                | BDO      |
| Jack McKenna          | Ierland          | 1942    |           |                                          | BDO      |
| Kyle McKinstry        | Noord-Ierland    | 1986    |           | The Village Man                          | BDO      |
| Fred McMullan         | Noord-Ierland    | 1965    |           |                                          | BDO      |
| Ryan Meikle           | Engeland         | 1996    |           | The Barber                               | PDC      |
| Cameron Menzies       | Schotland        | 1989    |           | Cammy                                    | PDC      |
| Ron Meulenkamp        | Nederland        | 1988    |           | The Bomb                                 | PDC      |
| John Michael          | Griekenland      | 1974    |           | Deadly Rose                              | PDC      |
| Mareno Michels        | Nederland        | 1984    |           | The Miracle                              | PDC      |
| Scott Mitchell        | Engeland         | 1977    |           | Scotty Dog                               | BDO, PDC |
| Arjan Moen            | Nederland        | 1977    |           | The Dutch Destroyer                      | PDC      |
| Arron Monk            | Engeland         | 1990    |           | Mad Monk                                 | PDC      |
| Colin Monk            | Engeland         | 1967    |           | Mad Monk                                 | PDC      |
| Ross Montgomery       | Schotland        | 1962    |           | The Boss                                 | BDO      |
| Ceri Morgan           | Wales            | 1947    |           |                                          | BDO      |
| Joe Murnan            | Engeland         | 1983    |           | Midnight                                 | PDC      |
| Stefan Nagy           | Zweden           | 1951    | 2016      |                                          | BDO      |
| Wes Newton            | Engeland         | 1977    |           | The Warrior                              | PDC      |
| Paul Nicholson        | Australië        | 1979    |           | The Asset                                | PDC      |
| Phill Nixon           | Engeland         | 1956    | 2013      | Nixy & The Ferryhill Flyer               | BDO      |
| Danny Noppert         | Nederland        | 1990    |           | The Freeze                               | PDC      |
| Alan Norris           | Engeland         | 1972    |           | Chuck                                    | PDC      |
| Richard North         | Engeland         | 1990    |           | The Lionheart                            | PDC      |
| Trevor Nurse          | Schotland        | 1965    |           |                                          | BDO      |
| William O'Connor      | Ierland          | 1986    |           | The Magpie                               | PDC      |
| Colin Osborne         | Engeland         | 1975    |           | The Wizard                               | PDC      |
| Tony O'Shea           | Engeland         | 1961    |           | Silverback                               | PDC      |
| Denis Ovens           | Engeland         | 1957    |           | The Heat                                 | PDC      |
| Robert Owen           | Wales            | 1984    |           | Stack Attack                             | PDC      |
| Kevin Painter         | Engeland         | 1967    |           | The Artist                               | PDC      |
| Sean Palfrey          | Wales            | 1968    |           |                                          | PDC      |
| Warren Parry          | Nieuw-Zeeland    | 1964    |           | Wazza                                    | PDC      |
| John Part             | Canada           | 1966    |           | Darth Maple                              | PDC      |
| Benito van de Pas     | Nederland        | 1993    |           | Big Ben                                  | PDC      |
| Josh Payne            | Engeland         | 1993    |           | The Maximum                              | PDC      |
| Berry van Peer        | Nederland        | 1996    |           | Bionic                                   | PDC      |
| Devon Petersen        | Zuid-Afrika      | 1986    |           | The African Warrior                      | PDC      |
| Martin Phillips       | Wales            | 1960    |           |                                          | BDO      |
| Justin Pipe           | Engeland         | 1971    |           | The Force                                | PDC      |
| Diogo Portela         | Brazilië         | 1988    |           | Braziliant                               | PDC      |
| Gerwyn Price          | Wales            | 1985    |           | The Iceman                               | PDC      |
| Dennis Priestley      | Engeland         | 1950    |           | The Menace                               | PDC      |
| Marko Pusa            | Finland          | 1977    |           | Flying Finn                              | BDO      |
| Nathan Rafferty       | Noord-Ierland    | 2000    |           | The Natural                              | PDC      |
| Brian Raman           | België           | 1996    |           | The Riddler                              | PDC      |
| Jan van der Rassel    | Nederland        | 1964    |           | Tweety Pie & The Project & Rassel Dazzle | PDC      |
| Krzysztof Ratajski    | Polen            | 1977    |           | The Polish Eagle                         | PDC      |
| Madars Razma          | Letland          | 1988    |           | Razmatazz                                | PDC      |
| Leighton Rees         | Wales            | 1940    | 2003      | Marathon Man                             | BDO      |
| Cristo Reyes          | Spanje           | 1987    |           | The Spartan                              | PDC      |
| James Richardson      | Engeland         | 1974    |           | Ruthless                                 | PDC      |
| Gary Robson           | Engeland         | 1967    |           | Big Robbo                                | BDO      |
| Rowby-John Rodriguez  | Oostenrijk       | 1994    |           | Little John                              | PDC      |
| Rusty-Jake Rodriguez  | Oostenrijk       | 2000    |           |                                          | PDC      |
| Fabian Roosenbrand    | Nederland        | 1988    |           | Pukkel & FAB                             | BDO      |
| Angus Ross            | Schotland        | 1966    | 2016      |                                          | BDO      |
| Alex Roy              | Engeland         | 1974    |           | Ace of Herts                             | PDC      |
| Niels de Ruiter       | Nederland        | 1983    |           | The Excellent Dude                       | BDO      |
| Troels Rusel          | Denemarken       | 1964    |           | Dex                                      | BDO      |
| Callan Rydz           | Engeland         | 1998    |           | The Riot                                 | PDC      |
| Martin Schindler      | Duitsland        | 1996    |           | The Wall                                 | PDC      |
| Roland Scholten       | Nederland        | 1965    |           | The Flying Dutchman & The Tripod         | PDC      |
| Ryan Searle           | Engeland         | 1987    |           | Heavy Metal                              | PDC      |
| Karel Sedláček        | Tsjechië         | 1979    |           | Evil Charlie                             | PDC      |
| Tomas Seyler          | Duitsland        | 1974    | 2024      | Shorty                                   | PDC      |
| Ronnie Sharp          | Schotland        | 1965    |           | Pancho                                   | BDO      |
| Kirk Shepherd         | Engeland         | 1986    |           | Young Gun & Karate Kid & Martial Dartist | PDC      |
| Bob Sinnaeve          | Canada           | 1949    |           |                                          | BDO      |
| Per Skau              | Denemarken       | 1968    |           | PerFect                                  | PDC      |
| Andy Smith            | Engeland         | 1967    |           | The Pie Man                              | PDC      |
| Dennis Smith          | Engeland         | 1969    |           | Smiffy                                   | PDC      |
| Jeff Smith            | Canada           | 1975    |           | The Silencer                             | PDC      |
| Michael Smith         | Engeland         | 1990    |           | Bully Boy                                | PDC      |
| Rab Smith             | Schotland        | 1948    |           | Mr. Golden Darts                         | BDO      |
| Raymond Smith         | Australië        | 1979    |           | Guru                                     | PDC      |
| Ross Smith            | Engeland         | 1989    |           | Smudger                                  | PDC      |
| José de Sousa         | Portugal         | 1974    |           | The Special One                          | PDC      |
| Alan Soutar           | Schotland        | 1978    |           | Soots                                    | PDC      |
| Russell Stewart       | Australië        | 1960    |           | Rusty                                    | PDC      |
| Co Stompé             | Nederland        | 1962    |           | The Matchstick                           | BDO      |
| Gary Stone            | Schotland        | 1981    |           | Stoney                                   | PDC      |
| Mensur Suljović       | Oostenrijk       | 1972    |           | The Gentle                               | PDC      |
| Alan Tabern           | Engeland         | 1966    |           | The Saint                                | PDC      |
| Bob Taylor            | Schotland        | 1960    |           | The Bear                                 | BDO      |
| Phil Taylor           | Engeland         | 1960    |           | The Crafty Potter & The Power            | PDC      |
| Robert Thornton       | Schotland        | 1967    |           | The Thorn                                | PDC      |
| Michael Unterbuchner  | Duitsland        | 1988    |           | T-Rex                                    | BDO      |
| Dimitri Van den Bergh | België           | 1994    |           | The DreamMaker                           | PDC      |
| Mario Vandenbogaerde  | België           | 1973    |           | Super Mario                              | PDC      |
| Vincent van der Voort | Nederland        | 1975    |           | The Dutch Destroyer                      | PDC      |
| Justin van Tergouw    | Nederland        | 2000    |           |                                          | BDO      |
| Richard Veenstra      | Nederland        | 1981    |           | Flyers                                   | BDO      |
| Mike Veitch           | Schotland        | 1960    |           | The Cat                                  | PDC      |
| Jilles Vermaat        | Nederland        | 1945    | 2017      |                                          | BDO      |
| Kim Viljanen          | Finland          | 1981    |           |                                          | PDC      |
| Bert Vlaardingerbroek | Nederland        | 1960    |           | Big Bert                                 | PDC      |
| Rico Vonck            | Nederland        | 1987    |           | Sparky                                   | PDC      |
| Gino Vos              | Nederland        | 1990    |           | The Fox                                  | BDO      |
| James Wade            | Engeland         | 1983    |           | The Machine                              | PDC      |
| Robert Wagner         | Noorwegen        | 1965    |           | The Magician                             | PDC      |
| Scott Waites          | Engeland         | 1977    |           | Scotty 2 Hotty                           | BDO      |
| Les Wallace           | Schotland        | 1962    |           | McDanger                                 | PDC      |
| Mark Walsh            | Engeland         | 1965    |           | Walshie & Special Brew                   | PDC      |
| John Walton           | Engeland         | 1961    |           | John Boy                                 | BDO      |
| Wayne Warren          | Wales            | 1962    |           | Yank                                     | BDO      |
| Alan Warriner-Little  | Engeland         | 1962    |           | The Iceman                               | PDC      |
| Jermaine Wattimena    | Nederland        | 1988    |           | The Machine Gun                          | PDC      |
| Darren Webster        | Engeland         | 1968    |           | Demolition Man                           | PDC      |
| Mark Webster          | Wales            | 1983    |           | The Spider                               | PDC      |
| Wayne Weening         | Australië        | 1965    |           |                                          | PDC      |
| Andree Welge          | Duitsland        | 1972    |           |                                          | PDC      |
| Steve West            | Engeland         | 1975    |           | Simply                                   | PDC      |
| Tony West             | Engeland         | 1972    |           | Triple T & The Tornado                   | PDC      |
| Dave Whitcombe        | Engeland         | 1954    |           |                                          | PDC      |
| Ian White             | Engeland         | 1970    |           | Diamond                                  | PDC      |
| Simon Whitlock        | Australië        | 1969    |           | The Wizard                               | PDC      |
| Robbie Widdows        | Engeland         | 1961    |           | Black Widdow                             | PDC      |
| Willy van de Wiel     | Nederland        | 1982    |           | Free Willy                               | PDC      |
| Jim Williams          | Wales            | 1984    |           | The Quiff                                | BDO      |
| Lewis Williams        | Wales            | 2002    |           | The Prince of Wales                      | PDC      |
| James Wilson          | Engeland         | 1972    |           | Jammie Dodger & Lethal Biscuit           | PDC      |
| Jocky Wilson          | Schotland        | 1950    | 2012      | Jocky                                    | PDC      |
| Dean Winstanley       | Engeland         | 1981    |           | Over The Top                             | PDC      |
| Luke Woodhouse        | Engeland         | 1988    |           | Woody                                    | PDC      |
| Peter Wright          | Schotland        | 1970    |           | Snakebite                                | PDC      |
| Geoff Wylie           | Noord-Ierland    | 1966    |           | Coyote                                   | PDC      |
| Jeffrey de Zwaan      | Nederland        | 1996    |           | The Black Cobra                          | PDC      |

## Vrouwen
| Naam                   | Nationaliteit    | Geboren | Overleden | Bijnaam                 | Bond     |
| ---------------------- | ---------------- | ------- | --------- | ----------------------- | -------- |
| Irina Armstrong        | Duitsland        | 1970    |           | Ice Baby                | BDO      |
| Lisa Ashton            | Engeland         | 1970    |           | The Lancashire Rose     | BDO, WDF |
| Dee Bateman            | Engeland         | 1966    |           | Checkout                | BDO      |
| Mieke de Boer          | Nederland        | 1980    |           | Bambie                  | BDO      |
| Stacy Bromberg         | Verenigde Staten | 1956    | 2017      | The Wish Granter        | PDC      |
| Claire Brookin         | Engeland         | 1989    |           |                         | BDO      |
| Rachel Brooks          | Engeland         | 1963    |           |                         | BDO      |
| Clare Bywaters         | Engeland         | 1973    |           | Cool Hand               | BDO      |
| Rachna David           | Noorwegen        | 1977    |           | The Tigress             | BDO      |
| Anastasia Dobromyslova | Rusland          | 1984    |           | From Russia With Love   | BDO      |
| Rhian Edwards          | Wales            | 1981    |           |                         | BDO      |
| Carina Ekberg          | Zweden           | 1971    |           | Cina                    | BDO      |
| Julie Gore             | Wales            | 1958    |           | Ice Cube                | BDO      |
| Aileen de Graaf        | Nederland        | 1990    |           |                         | BDO      |
| Trina Gulliver         | Engeland         | 1969    |           | Golden Girl             | BDO, WDF |
| Beau Greaves           | Engeland         | 2004    |           | Beau 'n' Arrow          | WDF      |
| Deta Hedman            | Engeland         | 1959    |           | The Dark Destroyer      | BDO, WDF |
| Francis Hoenselaar     | Nederland        | 1965    |           | The Dutch Crown         | BDO      |
| Maud Jansson           | Zweden           | 1969    |           |                         | BDO      |
| Anne Kirk              | Schotland        | 1951    |           | Captain Kirk            | BDO      |
| Karin Krappen          | Nederland        | 1973    |           | Dolphin                 | BDO      |
| Stefanie Lück          | Duitsland        | 1990    |           | Lucky Luck              | BDO      |
| Crissy Manley          | Engeland         | 1959    |           | Two Dart                | BDO      |
| Rhian O'Sullivan       | Wales            | 1981    |           |                         | BDO, WDF |
| Ann-Louise Peters      | Denemarken       | 1975    |           | The Danish Diamond      | BDO      |
| Sharon Prins           | Nederland        | 1988    |           | Racing Angel            | BDO      |
| Vicky Pruim            | Zweden           | 1974    |           | Antwerp Lightning       | BDO, WDF |
| Jan Robbins            | Wales            | 1964    |           |                         | BDO      |
| Fallon Sherrock        | Engeland         | 1994    |           | The Queen of the Palace | BDO, WDF |
| Mikuru Suzuki          | Japan            | 1982    |           | Miracle                 | BDO, WDF |
| Lorraine Winstanley    | Engeland         | 1975    |           |                         | BDO, WDF |
| Tricia Wright          | Engeland         | 1958    |           | The Wright Stuff        | BDO      |
| Anca Zijlstra          | Nederland        | 1973    |           | The Phoenix             | BDO, WDF |

## (Master)callers
| Naam               | Nationaliteit | Geboren | Overleden | Bijnaam                | Bond / Bijzonderheden                       |
| ------------------ | ------------- | ------- | --------- | ---------------------- | ------------------------------------------- |
| Kirk Bevins        | Engeland      | 1986    |           | The Kirkulator         | PDC                                         |
| Russ Bray          | Engeland      | 1957    |           | The Voice              | PDC                                         |
| Martin Fitzmaurice | Engeland      | 1940    | 2016      | The Legend             | BDO, voormalig mastercaller en caller       |
| Paul Hinks         | Engeland      | 1956    |           |                        | PDC                                         |
| Jacques Nieuwlaat  | Nederland     | 1972    |           | The Human Calculator   | Freelancer, ook commentator voor RTL7 Darts |
| George Noble       | Engeland      | 1968    |           | The Puppy              | BDO & PDC                                   |
| Bruce Spendley     | Engeland      | 1941    | 2021      | The 9-dart ref         | BDO & PDC, gepensioneerd                    |
| Huw Ware           | Wales         | 1993    |           |                        | BDO & PDC                                   |
| Freddie Williams   | Engeland      | 1936    | 2017      | Freddie '180' Williams | BDO & PDC, voormalig caller                 |